# Калохори-Пандехи
Калохори-Пантихи (греч. Καλοχώρι-Παντείχι) — деревня в Греции. Расположена на высоте 36 м над уровнем моря и находится в 13-14 км к северо-северо-западу от Халкиды. Относится к общине Халкида в периферийной единице Эвбея в периферии Центральная Греция. Население 922 человек по переписи 2011 года.
Старое село Крибаци (греч. Κριμπάτσι) имеет славянскую этимологию и означает «кривые люди» или горбатые люди. Сегодняшняя деревня состоит из старой деревни и поселенцев из Восточного Стамбула.